# تمارا الجابر
تمارا الجابر (بالإنجليزية: Tamara Jaber)‏ هي مغنية أسترالية، ولدت في 13 أغسطس 1982 في بادينغتون ‏ في أستراليا.

## وصلات خارجية
- الموقع الرسمي
- تمارا الجابر على موقع ميوزك برينز (الإنجليزية)